# ۵ خرداد
۵ خرداد شصت و هفتمین روز از سال در گاه‌شماری خورشیدی است. به پایان سال ۲۹۸ روز (۲۹۹ روز در سال کبیسه) مانده‌است.

## رویدادها
- ۱۲۸۷ - کشف نخستین چاه میدان نفتی مسجد سلیمان

## مناسبت‌ها
- روز نسیم مهر و روز حمایت از خانواده زندانیان در ایران
- روز مسجدسلیمان
- آغاز هفته نکوداشت زرین‌شهر[۱]

## زادروزها
- ۱۳۰۲ - رضا ناجی (سرلشکر)، فرماندار نظامی اصفهان
- ۱۳۰۲ - پرویز شاپور، نویسنده
- ۱۳۰۹ - کریم امامی، مترجم و روزنامه‌نگار و کارشناس امور کتاب و نشر (درگذشته  ۱۳۸۴)
- ۱۳۱۰ - امامعلی حبیبی - قهرمان بازنشسته کشتی و اولین آورنده مدال طلای المپیک در رشته کشتی معروف به ببر مازندران.
- ۱۳۲۷ - محمدعلی پرواز، نقاش و خوش‌نویس، نقاش پرتره‌های پیشکسوتان و چهره‌های ماندگار شیراز
- ۱۳۲۷ - علی رهبری، موسیقیدان و رهبر ارکستر
- ۱۳۶۱ - وحید طالب‌لو، بازیکن فوتبال
- ۱۳۶۲ - محسن یوسفی، بازیکن فوتبال
- ۱۳۶۹ - میلاد فخرالدینی، بازیکن فوتبال
- کسری زاهدی،خواننده

## درگذشت‌‌ها
- ۱۳۹۳ - هوشنگ سیحون، معمار، طراح، نقاش و مجسمه‌ساز
- ۱۳۹۷ - ناصر ملک‌مطیعی، بازیگر
- ۱۳۹۹ - صدیقه کیانفر، بازیگر
- ۱۴۰۱ - احمد ساعی، پژوهشگر علوم سیاسی
- ۱۴۰۲ - ابوالفضل امیرعطایی، یکی از کشته‌شدگان خیزش ۱۴۰۱ ایران